# ジェイコブ・ドルソン・コックス
ジェイコブ・ドルソン・コックス（Jacob Dolson Cox, 1828年10月27日 - 1900年8月4日）は、アメリカ合衆国の法律家、政治家。共和党に所属し、1865年からオハイオ州知事を務め、1869年からアメリカ合衆国内務長官を務めた。他にウォバシュ鉄道社長、シンシナティ大学学長などの要職を歴任した。南北戦争では1861年に志願して北軍に従軍し、翌年から少将として戦った。南北戦争に関する著作がある。

## 生い立ちと初期の経歴
1828年10月27日、コックスはカナダのモントリオールにおいて誕生した。両親はアメリカの出身であったが、モントリオール・ノートルダム聖堂の建造のためにカナダに一時居住していた。父親は聖堂の天井部分の建設を監督していた。一家は、聖堂の天井部分の建設が完了した1829年にアメリカに帰国し、ニューヨーク市内で暮らした。コックスはコロンビア・カレッジの学生を個人教師として、主に読書によって初等知識をつけた。本格的な教育を受け始めたのは14歳からであり、コックスは法律事務所の事務員として働いた。コックスは16歳のときに証券仲買会社に入り、簿記の知識を身につけた。
コックスは船乗りとなることを望んでいたが、両親はコックスを会衆派教会へと入れさせ、聖職者となるための教育を受けさせた。コックスはサミュエル・コクラン牧師やチャールズ・フィニー牧師の下で学び、彼らの影響を受けた。コックスはフィニー牧師が学長を務めるオベリン大学へ進学し、生涯にわたる友好関係を築いた。
コックスはオベリン大学において、チャールズ・フィニー学長の長女ヘレンと知り合った。2人は1849年に結婚した。当時19歳のヘレンは未亡人であり、幼い息子が1人居た。2人は学長の自宅で生活した。だがコックスは義父フィニーと、神学の論争により次第に疎遠になっていった。コックスは1851年に神学の学位を取得し、オベリン大学を卒業した。
コックスは法律を学び、1853年に弁護士として認可を受けた。コックスはオハイオ州ウォレンで学校組織の最高責任者となった。コックスは強烈な奴隷廃止論者であった。1855年、コックスはオハイオ州において共和党の組織立ち上げを支援した。コックスはウォレン近郊の郡を遊説し、共和党候補への支持を呼びかけた。コックスは1960年にオハイオ州上院議員となった。コックスは州上院議員ジェームズ・ガーフィールドや州知事サーモン・チェイスと政治的な同盟関係を結んだ。コックスは州議会において、1861年4月23日にオハイオ州民兵での任務を命じられた。コックスはサムター要塞で2週間を過ごし、軍事科学を学んだ。コックスは1861年5月17日に合衆国志願兵の准将に任命された。

## 南北戦争

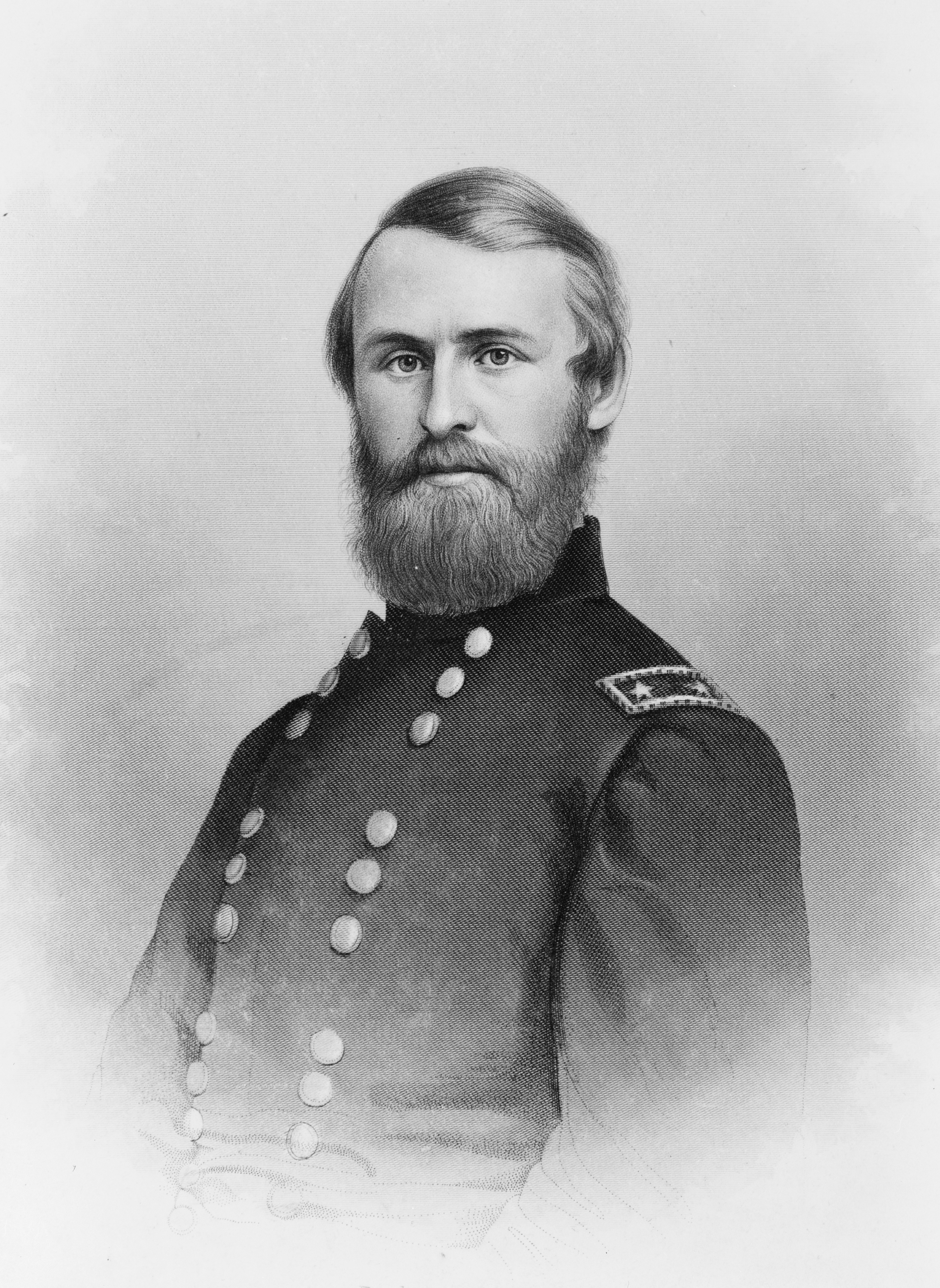
南北戦争期のコックス

南北戦争が勃発したとき、コックスは健康を害しており、また養うべき子供を6人抱えていた。だがコックスは連邦政府での活動に従事することを選択し、オハイオ州志願兵に参加した。まずコックスは兵士募集の任務を割り当てられた。コックスはコロンバス近郊で兵士を募り、オハイオ方面部でカノワ旅団を組織した。コックスの旅団はバージニア西部方面部に組み込まれ、ジョージ・マクレラン少将の下についた。コックスの旅団はでのカノワ川での初期の軍事作戦にあたり、戦闘で勝利を収めた。1862年8月、コックスの旅団はワシントンD.C.へ移り、ジョン・ポープのバージニア軍に合流した。だが第二次ブルランの戦いではバージニア軍の後方についたため、実際の戦闘には参加しなかった。メリーランド方面作戦が始まると、コックスの旅団はポトマック軍の第9軍団に加わり、カノワ師団となった。
1862年9月、軍団を指揮するジェシー・リー・リノ少将がサウスマウンテンの戦いで戦死すると、コックスは第9軍団の指揮を引き継いだ。コックスはアンブローズ・バーンサイド少将に対し、第9軍団の正式な指揮官となってくれるよう正式依頼を行った。だがバーンサイド少将は既に2つの軍団の指揮を任されていたため、その依頼を断った。その一方、バーンサイド少将はコックスについて、コックスの軍事経験では軍団の指揮は荷が重過ぎると判断し、師団の指揮に戻るよう要求した。バーンサイド少将は、第9軍団の指揮を一時肩代わりした。コックスはバーンサイド少将の下につき、アンティータムの戦いを戦った。アンティータムでの戦いでは北軍が勝利を収めたが、バーンサイド少将の判断ミスにより「バーンサイドの橋」で大きな損害を残した。
アンティータムの戦い後の1862年10月6日、コックスは少将に昇進した。だが連邦上院は少将の数が多すぎると判断し、1863年3月にコックスの昇進を取り消した。コックスはその後、1864年12月7日に再び少将への昇進し、承認を受けた。コックスは1863年のほとんどをオハイオ方面部で平穏に過ごし、オハイオ軍管区とミシガン軍管区での指揮を担当した。
1864年から1865年にかけてのアトランタ方面作戦、フランクリン・ナッシュビル方面作戦、カロライナ方面作戦では、コックスはオハイオ軍でジョン・マカリスター・スコフィールド少将の下につき、第23軍団の第3師団を指揮した。コックスは1864年11月、第二次フランクリンの戦いで北軍の戦線の中心を守り、広く賞賛を受けた。南北戦争終戦時、コックスはノースカロライナ方面部において第23軍団を指揮していた。

## オハイオ州知事
コックスは軍を退いた後の1866年1月1日、オハイオ州知事に選出された。コックスは1866年から1867年まで州知事を務めた。コックスは黒人参政権について穏健な立場をとり、アンドリュー・ジョンソンのレコンストラクション政策を支持した。だがこれにより、オハイオ州共和党からの反感を買い、2期目の州知事指名を拒否された。コックスは弁護士業を営むため、シンシナティに移った。

## アメリカ合衆国内務長官
1869年3月、ユリシーズ・グラントが大統領に就任すると、コックスは内務長官として指名を受けた。コックスは1870年11月まで内務長官を務めた。コックスは公務員制度改革を主導し、能力主義による任用制を導入した。グラント大統領は共和党の政治家に対してコックスを支援するよう呼びかけたが、反応は良好ではなかった。内務省内には利益供与の構造が蔓延しており、共和党の政治家は汚職にまみれていた。コックスはこの現状に絶望し、内務長官を辞任した。後にグラント大統領は、コックスについて「彼は、内務省が政府全体の姿を現していると考えていた。そして、彼は内務省にいた。それが問題だった。」と遺憾の意を示した。

## 晩年

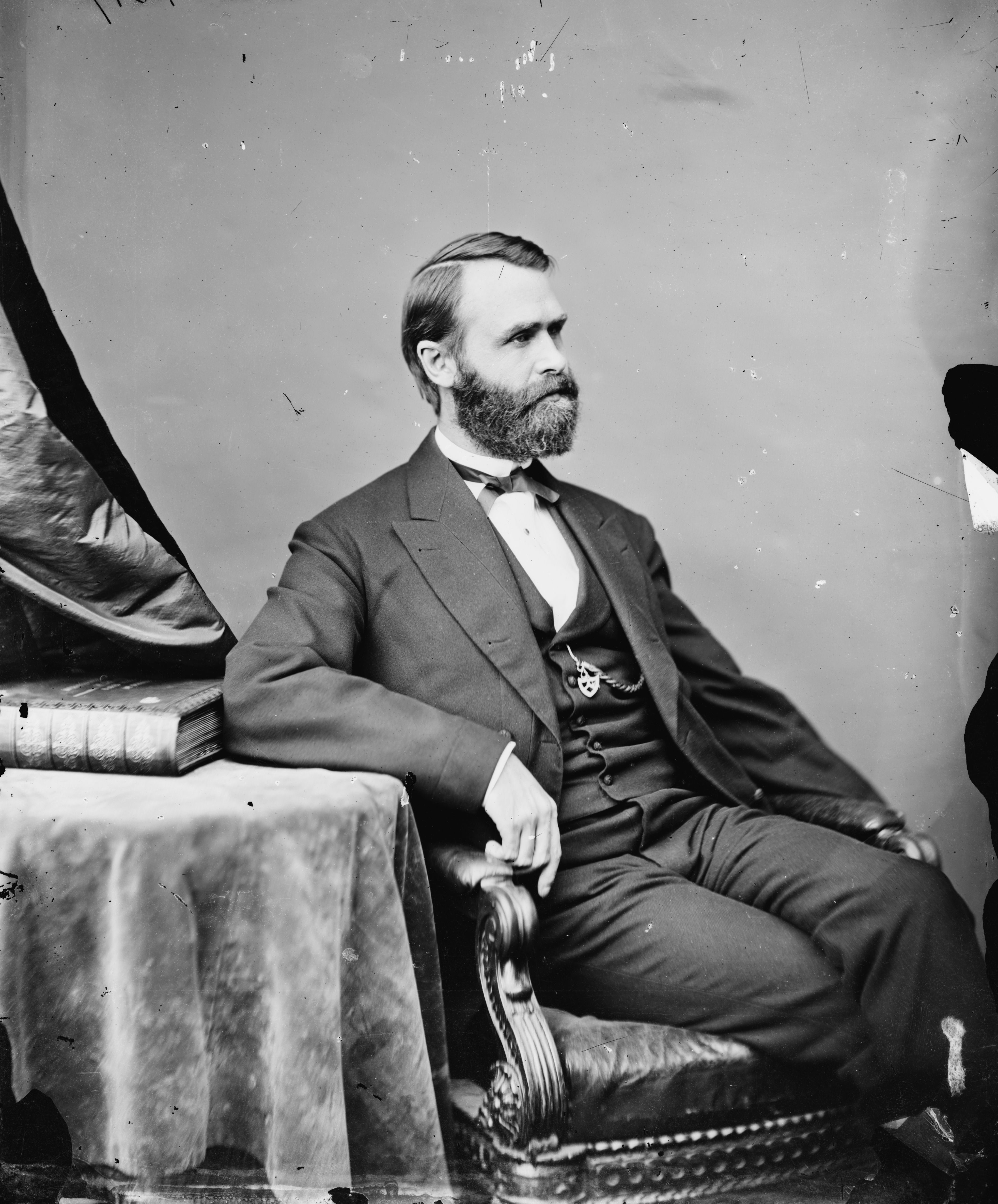
晩年のコックス

コックスは内務省を離れた後、1872年の選挙で、連邦上院議員候補の1人として挙げられた。だがオハイオ州議会は、比較的保守的ではない候補を選出した。コックスは1873年から1878年までトレド・アンド・ウォバシュ鉄道社長を務めた。コックスは1876年にオハイオ州でトレド地区から連邦下院議員に選出された。コックスは1877年から1879年まで連邦下院議員を1期2年務めた。1878年の出馬指名は辞退した。コックスはその後シンシナティへ戻り、1881年から1897年までシンシナティ法科大学院の学部長を務めた。また1885年から1889年までシンシナティ大学の学長を務めた。コックスは学部長を退いた後、ウィリアム・マッキンリー大統領から駐スペイン公使への就任を要請された。コックスはその要請を辞退した。またコックスは1876年から1900年まで、オベリン大学の理事を務めた。
晩年、コックスは複数の書物を執筆した。代表作に、
- Atlanta (1882)
- The March to the Sea: Franklin and Nashville (1882)
- The Second Battle of Bull Run (1882)
- The Battle of Franklin, Tennessee (1897)
- Military Reminiscences of the Civil War (1900)

がある。
1900年8月4日、コックスはマサチューセッツ州グロスターにおいて死去した。コックスの遺体はオハイオ州シンシナティのスプリンググロウヴ墓地に埋葬された。

## 家族
両親はともにアメリカ国籍で、父親はニューヨークの建築業者ジェイコブ・ドルソン・コックス (Jacob Dolson Cox, 1792-1852)、母親はテディア・リデリア・ケニオン (Thedia Redelia Kenyon, 1804-1846) であった。
コックスは1849年11月29日に、チャールズ・フィニー牧師の長女ヘレン・クラリッサ・フィニー (Helen Clarissa Finney, 1828-1911) と結婚した。コックスはヘレンとの間に、以下の子供をもうけた。
1. ヘレン・フィニー・コックス (Helen Finney Cox, 1850-????)
2. ジェイコブ・ドルソン・コックス (Jacob Dolson Cox, 1852-????)
3. ケニオン・コックス (Kenyon Cox, 1856-1919)
4. チャールズ・ノートン・コックス (Charles Norton Cox, 1858-1907)
5. ウィリアム・コックス (William Cox, 1861-1861)
6. デニソン・コックス (Dennison Cox, 1867-1868)
7. シャーロット・ホウプ・コックス (Charlotte Hope Cox, 1871-????)